# María Isabel Salvador
María Isabel Salvador (née en janvier 1962), est une femme politique équatorienne. Ministre des Affaires étrangères entre le 7 décembre 2007 et le 12 décembre 2008 dans le gouvernement de Rafael Correa, elle succède à María Fernanda Espinosa. Fander Falconí lui a succédé.